# Międzynarodowa Rada Rosyjskiej Diaspory
Międzynarodowa Rada Rosyjskiej Diaspory (ros. Международный совет российских соотечественников – MCPC) – rosyjska organizacja o zasięgu międzynarodowym zrzeszająca 137 podmiotów działających na rzecz diaspory rosyjskiej z 53 państw świata. Do głównych celów MCPC należą m.in.: konsolidacja rosyjskiej społeczności emigracyjnej, umocnienie jej pozycji międzynarodowej, ochrona tożsamości etnicznej wspólnoty, współpraca diaspory z instytucjami społeczeństwa obywatelskiego w państwach zamieszkania oraz działalność zmierzająca do zapewnienia ochrony praw rosyjskiej emigracji.

## Historia
Międzynarodowa Rada Rosyjskiej Diaspory została założona w efekcie przemówienia Władimira Putina, które wygłosił on w trakcie I Ogólnoświatowego Kongresu Rosyjskiej Diaspory w październiku 2001 r. Zwracając się do delegatów Kongresu, zwrócił uwagę na brak jedności rosyjskiej emigracji oraz jej słabość organizacyjną, wzywając równocześnie do poszukiwania sposobów konsolidacji rosyjskiej diaspory i zacieśnienia jej więzi z ojczyzną. W reakcji na te słowa powołana została grupa inicjatywna złożona z przedstawicieli 17 państw, która miała za zadanie przygotować podwaliny organizacyjne pod rozpoczęcie działalności przez ogólnoświatowe zrzeszenie podmiotów prowadzących działalność na rzecz rosyjskiej diaspory. Na spotkaniu 2 października 2002 r. grupa ta ogłosiła powstanie MCPC, a zaledwie kilka dni później została ona oficjalnie zarejestrowana w Ministerstwie Sprawiedliwości Federacji Rosyjskiej.

## Działalność
Zgodnie ze Statutem MCPC [pkt. 1.3.] działalność organizacji opiera się na:
- dobrowolności,
- równości jej członków,
- samorządności,
- legalności,
- transparentności[4].

Wraz z inauguracją swojej działalności członkowie organizacji rozpoczęli działania zmierzające ku organizacji spotkań zagranicznej społeczności rosyjskiej, konferencji, festiwali czy seminariów. MCPC bierze również czynny udział w organizacji Ogólnoświatowych Kongresów Rosyjskiej Diaspory.
| Nr   | Data                       | Miejsce    | Przebieg i główne postanowienia |
| ---- | -------------------------- | ---------- | --- |
| I.   | 11–12 października 2001 r. | Moskwa     | Przemówienie Putina na temat problemów rosyjskiej emigracji; decyzja o utworzeniu grupy inicjatywnej mającej na celu ukonstytuowanie organizacji zrzeszającej podmioty działające na rzecz diaspory rosyjskiej |
| II.  | 24–25 października 2006 r. | Petersburg | Kongres odbył się pod przewodnictwem Putina. W ramach kongresu głównie omawiane były kwestie dotyczące pomocy dla Rosjan wyrażających chęć powrotu do ojczyzny. |
| III. | 1–2 grudnia 2009 r.        | Moskwa     | Zwrócono uwagę na wyzwania związane z falsyfikacją historii, aktywizacją młodzieży oraz statusem obywatelstwa diaspory. |
| IV.  | 26–27 października 2012 r. | Petersburg | Członkowie kongresu obradowali w 4 grupach problemowych: 1. wyzwania konsolidacji i wzmocnienia więzi rosyjskiej diaspory z Ojczyzną; 2. wyzwania ochrony tożsamości etnicznej diaspory; 3. współpraca diaspory z instytucjami społeczeństwa obywatelskiego w państwach zamieszkania oraz ochrona praw diaspory; 4. perspektywy realizacji „Państwowego programu dobrowolnego przesiedlenia rosyjskiej diaspory na terytorium Federacji Rosyjskiej”. |
| V.   | listopad 2015              | Moskwa     | Kongres poświęcony był m.in. sprawie obchodów 70. rocznicy zakończenia II wojny światowej. |